# Drilliola emendata
Drilliola emendata é uma espécie de gastrópode do gênero Drilliola, pertencente à família Borsoniidae.